# マイア・シブタニ
マイア・ハルミ・シブタニ（英語: Maia Harumi Shibutani, 日本名：渋谷 治美〈しぶたに はるみ〉、1994年7月20日 - )は、アメリカ合衆国のフィギュアスケート選手（アイスダンス）。パートナーは兄のアレックス・シブタニ。
2014年ソチオリンピック、2018年平昌オリンピックアメリカ代表。2016年世界選手権2位。2016年四大陸選手権優勝、2018年平昌オリンピック銅メダリスト。

## 人物
父は日系2世のフルート奏者、母は日系1世のピアニスト。両親はかつて多くの音楽コンクールに出場したが、現在はプロのミュージシャンではない。兄妹の名前について、よく「マイア・ウソワ & アレクサンドル・ズーリンに由来するのか？」と尋ねられるが実際は両親が「アレックス」という名前と「マイア」のスペリングが気に入っただけだという。日系人だが、同じアメリカ代表の長洲未来とは異なり日本語を喋ることが出来ない。
YouTubeチャンネルを設置しており、自身が撮影・編集した動画を投稿している。

## 経歴
マイアが3, 4歳、アレックスが7歳の時、父に連れられてスタンフォードのツインリンクに行った。2004年に兄妹でチームを結成し、アイスダンスを始めた。2007年初めからイーゴリ・シュピリバンド、マリナ・ズエワの指導を受け始めた。のびのびした滑りと豊かな表現力には定評がある。
2008-2009シーズンにはJGPファイナルに出場。マイアは大会直前に足の小指の爪を割っており、痛みを抱えながらの演技だった。
2010-2011シーズンよりシニアへ移行。グランプリシリーズのNHK杯、スケートアメリカで3位となった。シニア1年目にグランプリシリーズの2大会でメダルを獲得したのは、アイスダンスでは彼らが初めてである。また、全米選手権、四大陸選手権では2位、世界選手権でも3位と好成績を収めた。
2011-2012シーズン、グランプリシリーズでは中国杯で2位、NHK杯で初優勝を飾った。初出場のグランプリファイナルではシーズンベストスコアを記録する演技を披露したが、表彰台には届かなった。SDのプログラムを変更して臨んだ全米選手権は2年連続で2位となり、四大陸選手権と世界選手権の代表に選ばれる。しかし、四大陸選手権はアレックスが風邪で体調を崩し、出場はしたもののメダルは逃した。
2012-2013シーズン、グランプリシリーズのロステレコム杯のFDの演技序盤にアレックスが足を攣り、一時演技を中断したものの、最後まで滑りきり4位で競技を終えた。全米選手権は前年より順位を一つ落とし3位だった。
2013-2014シーズン、シーズン初戦のUSインターナショナルクラシックはアレックスが首を捻ったために欠場。ソチオリンピックは9位、世界選手権は6位だった。
2014-2015シーズン、チャレンジャーシリーズの2試合で連勝し、シリーズの最高成績者となった。スケートアメリカでは2位。中国杯ではSD1位スタートだったが、グランプリシリーズでメダル獲得の経験がないガブリエラ・パパダキス/ギヨーム・シゼロン組に逆転を許し2戦連続2位に終わった。
2015-2016シーズン、NHK杯で4シーズンぶりにグランプリシリーズで優勝する。グランプリファイナルは2年連続で4位となった。全米選手権ではSD、FD共に全ての要素でレベル4を獲得し初優勝した。2012年全米選手権以来4年ぶりにマディソン・チョック/エヴァン・ベイツ組に勝利した。四大陸選手権ではSD、FDともに自己ベストを更新し、総合得点で初めて180点を突破した。ケイトリン・ウィーバー/アンドリュー・ポジェ組に2011年NHK杯以来の勝利を収め、ISUチャンピオンシップス初優勝を飾った。世界選手権では銀メダルを獲得し5年ぶりに表彰台に立った。
2016-2017シーズン、グランプリシリーズで初の連勝。グランプリファイナルは初表彰台となる3位。全米選手権では連覇を果たし、世界選手権では銅メダルを獲得した。
2018年の平昌オリンピックでは、アジア系選手としては初めてのアイスダンスでのメダルを獲得した。
五輪後の競技休養中の2019年に腎臓がんと診断されるも、摘出手術を経て回復した。
2025年5月1日に、2025-2026シーズンからの競技復帰を兄・アレックスとともに表明した。

## 主な戦績
| 大会/年             | 06-07 | 07-08 | 08-09 | 09-10 | 10-11 | 11-12 | 12-13 | 13-14 | 14-15 | 15-16 | 16-17 | 17-18 |
| ------------------- | ----- | ----- | ----- | ----- | ----- | ----- | ----- | ----- | ----- | ----- | ----- | ----- |
| 冬季オリンピック    |       |       |       |       |       |       |       | 9     |       |       |       | 3     |
| 世界選手権          |       |       |       |       | 3     | 8     | 8     | 6     | 5     | 2     | 3     |       |
| 四大陸選手権        |       |       |       |       | 2     | 4     | 4     |       | 3     | 1     | 2     |       |
| 全米選手権          | 1 N   | 4 J   | 2 J   | 1 J   | 2     | 2     | 3     | 3     | 2     | 1     | 1     | 2     |
| GPファイナル        |       |       |       |       |       | 5     |       |       | 4     | 4     | 3     | 3     |
| GP中国杯            |       |       |       |       |       | 2     |       |       | 2     |       | 1     |       |
| GPスケートアメリカ  |       |       |       |       | 3     |       |       | 3     | 2     |       | 1     | 1     |
| GP NHK杯            |       |       |       |       | 3     | 1     | 3     | 3     |       | 1     |       |       |
| GPスケートカナダ    |       |       |       |       |       |       |       |       |       | 2     |       |       |
| GPロステレコム杯    |       |       |       |       |       |       | 4     |       |       |       |       | 1     |
| CSネペラ杯          |       |       |       |       |       |       |       |       | 1     | 3     |       |       |
| CSアイスチャレンジ  |       |       |       |       |       |       |       |       | 1     |       |       |       |
| フィンランディア杯  |       |       |       |       |       | 2     |       |       |       |       |       |       |
| ネーベルホルン杯    |       |       |       |       | 5     |       |       |       |       |       |       |       |
| 世界Jr.選手権       |       |       | 2     | 4     |       |       |       |       |       |       | 4     |       |
| JGPファイナル       |       |       | 4     | 3     |       |       |       |       |       |       |       |       |
| JGPクロアチア杯     |       |       |       | 1     |       |       |       |       |       |       |       |       |
| JGPレークプラシッド |       |       |       | 1     |       |       |       |       |       |       |       |       |
| JGPマドリード杯     |       |       | 2     |       |       |       |       |       |       |       |       |       |
| JGPクールシュヴェル |       |       | 1     |       |       |       |       |       |       |       |       |       |

### 詳細
| 2017-2018 シーズン            |                                                            |         |          |          |
| 開催日                        | 大会名                                                     | SD      | FD       | 結果     |
| 2018年2月19日 - 20日          | 2018年平昌オリンピック（平昌）                             | 4 77.73 | 3 114.86 | 3 192.59 |
| 2018年2月9日 - 12日           | 2018年平昌オリンピック 団体戦（平昌）                      | 2 75.46 | 2 112.01 | 3 団体   |
| 2017年12月28日 - 2018年1月7日 | 全米フィギュアスケート選手権（サンノゼ）                   | 1 82.33 | 3 114.60 | 2 196.93 |
| 2017年12月7日 - 10日          | 2017/2018 ISUグランプリファイナル（名古屋）                | 6 78.09 | 3 109.91 | 3 188.00 |
| 2017年11月24日 - 26日         | ISUグランプリシリーズ スケートアメリカ（レークプラシッド） | 1 79.18 | 1 115.07 | 1 194.25 |
| 2017年10月20日 - 22日         | ISUグランプリシリーズロステレコム杯（モスクワ）            | 1 77.30 | 1 111.94 | 1 189.24 |

| 2016-2017 シーズン     |                                                  |         |          |          |
| 開催日                 | 大会名                                           | SD      | FD       | 結果     |
| 2017年3月27日 - 4月2日 | 2017年世界フィギュアスケート選手権（ヘルシンキ） | 5 74.88 | 4 110.30 | 3 185.18 |
| 2017年2月14日 - 19日   | 2017年四大陸フィギュアスケート選手権（江陵）     | 2 76.59 | 2 115.26 | 2 191.85 |
| 2017年1月14日 - 22日   | 全米フィギュアスケート選手権（カンザスシティ）   | 1 82.42 | 2 117.63 | 1 200.05 |
| 2016年12月8日 - 11日   | 2016/2017 ISUグランプリファイナル（マルセイユ）  | 2 77.97 | 3 111.63 | 3 189.60 |
| 2016年11月18日 - 20日  | ISUグランプリシリーズ 中国杯（北京）             | 2 73.23 | 1 111.90 | 1 185.13 |
| 2016年10月21日 - 23日  | ISUグランプリシリーズ スケートアメリカ（シカゴ） | 1 73.04 | 1 112.71 | 1 185.75 |

| 2015-2016 シーズン       |                                                                        |         |          |          |
| 開催日                   | 大会名                                                                 | SD      | FD       | 結果     |
| 2016年3月26日 - 4月3日   | 2016年世界フィギュアスケート選手権（ボストン）                         | 2 74.70 | 2 113.73 | 2 188.43 |
| 2016年2月16日 - 21日     | 2016年四大陸フィギュアスケート選手権（台北）                           | 1 72.86 | 1 108.76 | 1 181.62 |
| 2016年1月15日 - 24日     | 全米フィギュアスケート選手権（セントポール）                           | 2 74.67 | 1 115.47 | 1 190.14 |
| 2015年12月9日 - 13日     | 2015/2016 ISUグランプリファイナル（バルセロナ）                        | 4 69.11 | 4 105.81 | 4 174.92 |
| 2015年11月27日 - 29日    | ISUグランプリシリーズ NHK杯（長野）                                    | 1 68.08 | 1 106.35 | 1 174.43 |
| 2015年10月30日 - 11月1日 | ISUグランプリシリーズ スケートカナダ（レスブリッジ）                   | 2 66.00 | 2 102.36 | 2 168.36 |
| 2015年9月30日 - 10月4日  | ISUチャレンジャーシリーズ オンドレイネペラトロフィー（ブラチスラヴァ） | 1 63.24 | 3 91.10  | 3 154.34 |

| 2014-2015 シーズン    |                                                                        |         |          |          |
| 開催日                | 大会名                                                                 | SD      | FD       | 結果     |
| 2015年3月23日 - 29日  | 2015年世界フィギュアスケート選手権（上海）                             | 6 69.32 | 5 102.71 | 5 172.03 |
| 2015年2月9日 - 15日   | 2015年四大陸フィギュアスケート選手権（ソウル）                         | 2 69.65 | 3 101.14 | 3 170.79 |
| 2015年1月17日 - 25日  | 全米フィギュアスケート選手権（グリーンズボロ）                         | 2 73.84 | 2 107.47 | 2 181.31 |
| 2014年12月11日 - 14日 | 2014/2015 ISUグランプリファイナル（バルセロナ）                        | 3 63.90 | 6 95.04  | 4 158.94 |
| 2014年11月11日 - 16日 | ISUチャレンジャーシリーズ アイスチャレンジ（グラーツ）                 | 1 65.38 | 1 100.96 | 1 166.34 |
| 2014年11月7日 - 9日   | ISUグランプリシリーズ 中国杯（上海）                                   | 1 65.20 | 2 92.16  | 2 157.36 |
| 2014年10月24日 - 26日 | ISUグランプリシリーズ スケートアメリカ（シカゴ）                       | 2 64.14 | 2 96.19  | 2 160.33 |
| 2014年10月1日 - 5日   | ISUチャレンジャーシリーズ オンドレイネペラトロフィー（ブラチスラヴァ） | 1 62.72 | 1 100.26 | 1 162.98 |

| 2013-2014 シーズン    |                                                      |         |          |          |
| 開催日                | 大会名                                               | SD      | FD       | 結果     |
| 2014年3月24日 - 30日  | 2014年世界フィギュアスケート選手権（さいたま）       | 6 63.55 | 6 95.02  | 6 158.57 |
| 2014年2月6日 - 22日   | ソチオリンピック（ソチ）                             | 9 64.47 | 10 90.70 | 9 155.17 |
| 2014年1月5日 - 12日   | 全米フィギュアスケート選手権（ボストン）             | 3 68.00 | 3 102.44 | 3 170.44 |
| 2013年11月8日 - 10日  | ISUグランプリシリーズ NHK杯（東京）                  | 3 63.09 | 3 94.49  | 3 157.58 |
| 2013年10月18日 - 20日 | ISUグランプリシリーズ スケートアメリカ（デトロイト） | 3 61.26 | 3 93.21  | 3 154.47 |

| 2012-2013 シーズン    |                                                  |         |          |          |
| 開催日                | 大会名                                           | SD      | FD       | 結果     |
| 2013年3月10日 - 17日  | 2013年世界フィギュアスケート選手権（ロンドン）   | 8 66.14 | 9 91.57  | 8 157.71 |
| 2013年2月6日 - 11日   | 2013年四大陸フィギュアスケート選手権（大阪）     | 4 63.26 | 4 96.71  | 4 159.97 |
| 2013年1月20日 - 27日  | 全米フィギュアスケート選手権（オマハ）           | 3 69.63 | 3 104.58 | 3 174.21 |
| 2012年11月23日 - 25日 | ISUグランプリシリーズ NHK杯（利府）              | 2 60.84 | 3 93.72  | 3 154.56 |
| 2012年11月9日 - 11日  | ISUグランプリシリーズ ロステレコム杯（モスクワ） | 4 58.26 | 5 82.65  | 4 140.91 |

| 2011-2012 シーズン     |                                                              |         |          |          |
| 開催日                 | 大会名                                                       | SD      | FD       | 結果     |
| 2012年3月26日 - 4月1日 | 2012年世界フィギュアスケート選手権（ニース）                 | 7 62.35 | 11 82.37 | 8 144.72 |
| 2012年2月9日 - 12日    | 2012年四大陸フィギュアスケート選手権（コロラドスプリングス） | 4 63.38 | 4 94.91  | 4 158.29 |
| 2012年1月22日 - 29日   | 全米フィギュアスケート選手権（サンノゼ）                     | 2 72.61 | 2 106.23 | 2 178.84 |
| 2011年11月11日 - 13日  | 2011/2012 ISUグランプリファイナル（ケベック・シティー）      | 5 65.53 | 5 95.02  | 5 160.55 |
| 2011年11月11日 - 13日  | ISUグランプリシリーズ NHK杯（札幌）                          | 3 59.02 | 1 92.83  | 1 151.85 |
| 2011年11月4日 - 6日    | ISUグランプリシリーズ 中国杯（上海）                         | 2 57.79 | 2 90.61  | 2 148.40 |
| 2011年10月7日 - 9日    | 2011年フィンランディア杯（ヴァンター）                       | 2 58.45 | 2 92.63  | 2 151.08 |

| 2010-2011 シーズン     |                                                        |         |          |          |
| 開催日                 | 大会名                                                 | SD      | FD       | 結果     |
| 2011年4月24日 - 5月1日 | 2011年世界フィギュアスケート選手権（モスクワ）         | 4 66.88 | 3 96.91  | 3 163.79 |
| 2011年2月15日 - 20日   | 2011年四大陸フィギュアスケート選手権（台北）           | 4 62.04 | 2 93.34  | 2 155.38 |
| 2011年1月23日 - 30日   | 全米フィギュアスケート選手権（グリーンズボロ）         | 2 70.47 | 2 102.71 | 2 173.18 |
| 2010年11月12日 - 14日  | ISUグランプリシリーズ スケートアメリカ（ポートランド） | 4 56.46 | 3 88.35  | 3 144.81 |
| 2010年10月22日 - 24日  | ISUグランプリシリーズ NHK杯（名古屋）                  | 5 53.68 | 2 83.25  | 3 136.93 |
| 2010年9月22日 - 25日   | 2010年ネーベルホルン杯（オーベルストドルフ）           | 8 46.90 | 2 86.10  | 5 133.00 |

| 2009-2010 シーズン |                                                            |         |         |         |          |
| 開催日             | 大会名                                                     | CD      | OD      | FD      | 結果     |
| 2010年3月8日-14日  | 2010年世界ジュニアフィギュアスケート選手権（ハーグ）       | 2 34.27 | 4 52.67 | 4 81.41 | 4 168.35 |
| 2010年1月15日-23日 | 全米フィギュアスケート選手権 ジュニアクラス（スポケーン）  | 1 35.72 | 1 56.17 | 1 88.80 | 1 180.69 |
| 2009年12月3日-6日  | 2009/2010 ISUジュニアグランプリファイナル（東京）          | -       | 2 55.21 | 3 83.54 | 3 138.75 |
| 2009年10月7日-10日 | ISUジュニアグランプリ クロアチア杯（ザグレブ）             | 1 34.63 | 1 54.29 | 1 83.07 | 1 171.99 |
| 2009年9月2日-5日   | ISUジュニアグランプリ レークプラシッド（レークプラシッド） | 1 34.09 | 1 56.35 | 1 85.51 | 1 175.95 |

| 2008-2009 シーズン   |                                                               |         |         |         |          |
| 開催日               | 大会名                                                        | CD      | OD      | FD      | 結果     |
| 2009年2月23日-3月1日 | 2009年世界ジュニアフィギュアスケート選手権（ソフィア）        | 5 29.71 | 4 52.10 | 2 80.34 | 2 162.15 |
| 2009年1月18日-25日   | 全米フィギュアスケート選手権 ジュニアクラス（クリーブランド） | 2 31.98 | 2 52.70 | 2 76.35 | 2 161.03 |
| 2009年12月10日-14日  | 2008/2009 ISUジュニアグランプリファイナル（高陽）             | -       | 7 47.05 | 3 73.55 | 4 120.60 |
| 2008年9月24日-28日   | ISUジュニアグランプリ マドリード杯（マドリード）              | 2 31.04 | 2 53.22 | 2 79.30 | 2 163.56 |
| 2008年8月27日-31日   | ISUジュニアグランプリ クールシュヴェル（クールシュヴェル）    | 2 28.49 | 1 50.46 | 1 78.89 | 1 157.84 |

| 2007-2008 シーズン |                                                               |         |         |         |          |
| 開催日             | 大会名                                                        | CD      | OD      | FD      | 結果     |
| 2008年1月20日-27日 | 全米フィギュアスケート選手権 ジュニアクラス（クリーブランド） | 7 27.66 | 2 52.32 | 4 77.82 | 4 157.80 |

| 2006-2007 シーズン |                                                           |         |         |         |          |
| 開催日             | 大会名                                                    | CD1     | CD2     | FD      | 結果     |
| 2007年1月21日-28日 | 全米フィギュアスケート選手権 ノービスクラス（スポケーン） | 2 24.37 | 2 24.53 | 1 59.52 | 1 108.42 |

## プログラム使用曲
| シーズン  | SD | FD | EX |
| --------- | --- | --- | --- |
| 2016-2017 | That's Life ボーカル：フランク・シナトラ ヒップホップ | エボリューション：Mirror In Mirror 演奏：アン・アキコ・マイヤース、江口玲 エボリューション：Anyone Like You (Club Mix) by Digitize | Do You Remember 曲：ジャリード・ジェームス 振付：ステファン・ランビエール                                                                                         |
| 2015-2016 | ワルツ、マーチ：バレエ『コッペリア』より 作曲：レオ・ドリーブ | フィックス・ユー 曲：コールドプレイ                                                                                                | ベルガマスク組曲「月の光」 作曲：クロード・ドビュッシー |
| 2014-2015 | フラメンコ：Asturias Variations パソドブレ：The Last Corrida | 南国のバラ 美しき青きドナウ 作曲：ヨハン・シュトラウス2世                                                                          | Fly On (O) 曲：コールドプレイ 振付：ピーター・チェルニシェフ |
| 2013-2014 | フォックストロット：The Best Is Yet To Come クイックステップ：Peroxide Swing フォックストロット：For Once in My Life ボーカル：マイケル・ブーブレ                                                                                                 | マイケル・ジャクソンメドレー スタート・サムシング ベンのテーマ 演奏：1966カルテット スリラー                                       | I Lived 曲：ワンリパブリック |
| 2012-2013 | ワルツ、ポルカ：序曲 映画『メリー・ポピンズ』サウンドトラックより 作曲：シャーマン兄弟マーチ：Ojos Azul ワルツ：Dolencias ポルカ：Sikureada 作曲：インカンテーション                                                                              | 映画『SAYURI』サウンドトラックより 作曲：ジョン・ウィリアムズ                                                                      | ロスト ボーカル：マイケル・ブーブレAnything You Can Do ミュージカル『アニーよ銃をとれ』より 作曲：アーヴィング・バーリン It Takes Two by Rob Base and DJ E-Z Rock |
| 2011-2012 | サンバ：バトゥカーダ 曲：DJ Dero サンバ：イパネマの娘 曲：オリヴィア サンバ：サンバ・デ・ジャネイロ 曲：ベリーニサンバ：バトゥカーダ 曲：DJ Dero サンバ：Skip To The Bip 曲：クラブ・ド・ベルーガ サンバ：ジャズ・マシーン 曲：ブラック・マシーン | イン・ザ・ムード ムーンライト・セレナーデ チャタヌーガ・チュー・チュー 演奏：グレン・ミラー                                        | ザ・プレイヤー ボーカル：シャルロット・チャーチ ＆ジョシュ・グローバン                                                                                            |
| 2010-2011 | ワルツ：回転木馬 作曲：リチャード・ロジャース | スマイル 作曲：チャーリー・チャップリン Let's Face the Music and Dance 作曲：アーヴィング・バーリン                                | ラ・ヴィ・アン・ローズ ボーカル：ルイ・アームストロング |
| シーズン  | OD | FD | EX |
| 2009-2010 | いつかまた 作曲：内藤哲郎 蒼き風 作曲：金子竜太郎 | タンゴ・ラプソディ 作曲：ルイス・エンリケス・バカロフ                                                                              | ラ・ヴィ・アン・ローズ ボーカル：ルイ・アームストロング |
| 2008-2009 | スウィング・ダンス・セレクション 作曲：ポール・イングリッシュビー | ニュー・シネマ・パラダイス 作曲：エンニオ・モリコーネ                                                                              | さくらさくら |